# Луций Корнелий Цинна (консул 127 года до н. э.)
Луций Корнелий Цинна (лат. Lucius Cornelius Cinna; умер после 127 года до н. э.) — римский политический деятель из патрицианского рода Корнелиев, консул 127 года до н. э. Упоминается в источниках в связи с одним эпизодом войн в Испании (136 год до н. э.).

## Происхождение
Луций Корнелий принадлежал к древнему и разветвлённому патрицианскому роду Корнелиев, имевшему этрусское происхождение. Когномен Цинна появляется в источниках очень поздно — во II веке до н. э. Из-за этого немецкий антиковед Фридрих Мюнцер даже предположил, что Цинны могли не принадлежать к Корнелиям-патрициям, равно как и носители когноменов Маммула и Сизенна.
Согласно Капитолийским фастам, у отца Луция Корнелия был тот же преномен — Луций. Его предположительно идентифицируют как монетария в промежутке между 169 и 158 годами до н. э.

## Биография
Первое упоминание о Луции Корнелии в сохранившихся источниках относится к 136 году до н. э. Тогда сенат направил Цинну и консуляра Луция Цецилия Метелла Кальва в качестве легатов в Ближнюю Испанию. Наместник этой провинции Марк Эмилий Лепид Порцина самовольно начал войну с племенем ваккеев; Цинна и Метелл должны были передать ему постановление сената, приказывавшее прекратить военные действия. Послы прибыли к проконсулу, когда он осаждал город Паллантия. Лепид объяснил им, что сенат не учёл помощь, оказанную ваккеями нумантинцам (врагам Рима), участие в войне наместника Дальней Испании Децима Юния Брута и опасность отступления римской армии на данном этапе и что поэтому он постановлению не подчинится.
Учитывая требования закона Виллия, предусматривавшего определённые временные промежутки между высшими магистратурами, исследователи полагают, что не позже 130 года до н. э. Луций Корнелий должен был занимать должность претора. В 127 году до н. э. он был консулом совместно с плебеем Луцием Кассием Лонгином Равиллой. О событиях этого года практически ничего не известно: Цинна только упоминается в качестве консула в Хронографии 354 года, в Пасхальной хронике, у Идация и Кассиодора, а также в одной латинской надписи, оставленной на милевом камне на Латинской дороге, недалеко от Венафра (CIL X 6905).
После консулата Луций Корнелий уже не фигурирует в источниках.

## Потомки
У Луция Корнелий был сын с тем же именем (приблизительно 132—84 годы до н. э.), ставший главой марианской «партии» и четырёхкратным консулом (в 87—84 годах до н. э.).